# Hugo von Besmedin
Hugo von Gibelet oder Hugo von Besmedin (frz. Hue oder Hugues; † nach 1220) war Herr von Besmedin in der Grafschaft Tripolis, sowie Regent von Zypern.
Er war der Sohn von Wilhelm Embriaco und seiner Frau Fadie von Hierges. Väterlicherseits war er ein Enkel von Wilhelm II. Embriaco, Herr von Gibelet.
Er erlangte die Belehnung mit der Herrschaft Besmedin, ca. 10 km südlich von Tripolis.
Als Kaiser Friedrich II. auf seinem Kreuzzug im Juli 1228 auf Zypern landete, setzte er einstweilen den dortigen Regenten Johanns von Ibelin, den „alten Herrn von Beirut“, ab und ernannte dafür einen fünfköpfigen Regentschaftsrat, dem neben Amalrich Barlais, Amalrich von Bethsan, Gavin von Chenichy, und Wilhelm von Rivet auch Hugo von Gibelet angehörte.
Nach der Rückkehr des Kaisers nach Italien im Juni 1229, erhob sich die Mehrheit der Barone Outremers gegen die kaiserlichen Statthalter und setzte, angeführt von Johann von Ibelin, den Regentschaftsrat wieder ab.
Er heiratete Agnes von Ham, Tochter des Gerhard von Ham, Konstabler von Tripolis. Mit ihr hatte er folgende Kinder:
- Raimund († nach 1253), Herr von Besmedin, Seneschall von Jerusalem, ⚭ I) Margarethe von Scandalion, Schwester des Peter, Herr von Scandalion, ⚭ II) Alix von Soudin.
- Wilhelm († vor 1243), ⚭ Anna von Montignac
- Adam († um 1198), Herr von Adelon
- Agnes, ⚭ Dietrich von Termonde († 1206), Herr von Adelon